# Agnieszka Siwek
Agnieszka Marzenna Siwek, z d. Jechowska (ur. 21 stycznia 1962 w Warszawie) – polska lekkoatletka, sprinterka, mistrzyni i reprezentantka Polski, olimpijka z Seulu (1988).

## Kariera sportowa
Była zawodniczką AZS Warszawa (1979-1985) i Górnika Zabrze (1986-1989).
Reprezentowała Polskę na Igrzyskach Olimpijskich w 1988, gdzie zajęła 6. miejsce w sztafecie 4 × 100 metrów, z czasem 43,93 (z Joanną Smolarek, Ewą Pisiewicz i Jolantą Janotą), w biegu na 200 metrów odpadła w półfinale, z wynikiem 23,20  oraz Pucharze Europy w 1987 zajęła 4. miejsce w sztafecie 4 × 100 metrów, z wynikiem 43,91.
Na mistrzostwach Polski seniorek wywalczyła 7 medali, w tym 2 złote w biegu na 200 metrów – w 1981 i 1988, 1 srebrny na 100 metrów w 1987, 2 srebrne w sztafecie 4 × 100 metrów w 1981 i 1987, 1 brązowy na 200 metrów w 1987 i jeden brązowy w sztafecie 4 × 400 m00 metrów w 1984.
Rekordy życiowe: 
- 100 m – 11,36 (12.08.1988)
- 200 m – 22,80 (06.06.1988)
- 400 m – 54,59 (06.08.1981)